# Galium schneebergense
Galium schneebergense är en måreväxtart som beskrevs av Karl Carl Ronniger. Galium schneebergense ingår i släktet måror, och familjen måreväxter.
Artens utbredningsområde är Österrike. Inga underarter finns listade i Catalogue of Life.